# تپه الشرف
تپه الشرف (به فرانسوی: Charf Hill) یک کوه در مراکش است. تپه الشرف ۹۳ متر بالاتر از سطح دریا واقع شده‌است.